# Juan López
Juan López Fontana (15. března 1908 Montevideo – 4. října 1983 Montevideo) byl uruguayský fotbalový trenér. S reprezentací Uruguaye vyhrál mistrovství světa 1950.

## Trenérská kariéra
Původně učitel tělocviku a gymnastiky, López byl v klubu Central Español jako asistent.
S reprezentací Uruguaye byl 3. na mistrovství Jižní Ameriky v roce 1947. V roce 1950 vyhrál mistrovství světa, když v rozhodujícím zápase finálové skupiny porazila Uruguay domácí Brazílii 2:1. V roce 1954 skončila Uruguay na mistrovství světa 4. V roce 1957 přišlo další 3. místo na mistrovství Jižní Ameriky.
V letech 1952–1955 byl López souběžně i trenérem Peñarolu, s nímž vyhrál 2× ligu.
Potom ještě trénoval Ekvádor.

## Úspěchy
- Mistrovství světa: 1950
- Primera División: 1953, 1954